# بخش هریدا
بخش هریدا (به سوئدی: Härryda kommun) یک ناحیه شهرداری در سوئد است که در شهرستان وسترا گوتلاند واقع شده‌است.

## خواهرخوانده
شهرهای وورو و Laitila خواهرخوانده‌های کومون هریدا هستند.